# Adaam
Adam Lumbrar Pérez Jakobsson, känd som Adaam (stiliserat ADAAM), född 7 september 2002 i Rotebro, Stockholms län, är en svensk rappare från Valsta, Märsta i norra Stockholm.

## Biografi
Adaam är av chilensk-afroamerikansk härkomst; modern kommer från Chile och fadern från USA. 
Familjen flyttade till Valsta i Märsta när han var i femårsåldern, men i samband med föräldrarnas separation flyttade han tillbaka till Rotebro.
Han började skriva låtar i tolvårsåldern och släppte sin första singel "Trapstar" som femtonåring. Tillsammans med barndomsvännen DAN (tidigare D50) grundade han skivbolaget och hiphop-kollektivet Grind Gang Music, som senare signade VC Barre och DANs yngre bror 25.
Adaam samarbetade med rapparen Einár och deras singel "Dansa" nådde toppen av den svenska singellistan efter Einárs död hösten 2021.

## Album
- 2021 - TOPBOY
- 2022 - MYROR I BRALLAN
- 2023 - TRAPEN TILL RADION